# Paul Bizet
Simon Paul Bizet, né le 12 janvier 1868 à Mâcon et mort le 29 janvier 1929, est un industriel français du secteur de l’électricité, officier de la Légion d'honneur.

## Biographie
Il est ingénieur Arts et Métiers (Aix 1883-1886).
Le 27 août 1886, il est incorporé aux équipages de la flotte à Toulon comme engagé volontaire et sert en qualité de maître mécanicien dans la Marine jusqu'au 22 novembre 1890,. Il entre ensuite en qualité de sous-directeur de la Société normande d'électricité de Rouen puis en est nommé directeur en 1894 ainsi que membre de la Société industrielle de Rouen. Il devient l'un des fondateurs en 1898, avec Pierre  Azaria, de la Compagnie générale d'électricité de Paris (plus tard Alcatel) qui absorbe la Société normande d'électricité. Il en devient administrateur puis directeur général.
Il participe aux créations et dirige le fonctionnement de la Société d’Électricité d'Amiens, de la Société d’Électricité de Nancy, de la Société d’Électricité de Angers, de la Société d’Électricité de Marseille et de la Société d’Électricité de Bordeaux, lesquels dépendent de la Compagnie générale d'électricité de Paris. Puis en 1911 et 1912, il dirige la création de la Compagnie Lorraine d'Électricité et la Energía Eléctrica de Cataluña.
Il est désigné président du syndicat des producteurs et distributeurs d'électricité de 1914 à 1917 puis en devient président d'honneur.
Il est également désigné président de la société des ingénieurs Arts et Métiers pour la période de 1921 à 1924.

## Décorations
Chevalier de la Légion d'honneur (1er novembre 1912)
 Officier de la Légion d'honneur (décret du 29 janvier 1923)
 Chevalier de l'ordre de Léopold